# NGC 3666
NGC 3666 ist eine Balken-Spiralgalaxie vom Hubble-Typ SBc im Sternbild Löwe auf der Ekliptik. Sie ist schätzungsweise 43 Millionen Lichtjahre von der Milchstraße entfernt und hat einen Durchmesser von etwa 60.000 Lichtjahren.

Im selben Himmelsareal befinden sich u. a. die Galaxien IC 2792, IC 2797, IC 2807, IC 2812.
Das Objekt wurde am 15. März 1784 vom deutsch-britischen Astronomen Wilhelm Herschel mithilfe seines 18,7-Zoll-Teleskops entdeckt.